# André Abbal
Pour les articles homonymes, voir Abbal.
André Joseph Géraud Abbal, né le 16 novembre 1876 à Montech (Tarn-et-Garonne) et mort le 20 juin 1953 à Carbonne (Haute-Garonne), est un sculpteur français.
Il doit sa renommée pour ses sculptures en pierre en taille directe.

## Biographie
Fils et petit-fils de tailleurs de pierre de Montech, André Abbal a étudié à l'École supérieure des beaux-arts de Toulouse puis est admis à l'École des beaux-arts de Paris dans les ateliers d'Alexandre Falguière et d'Antonin Mercié. Il est mobilisé pendant la Première Guerre mondiale. Devenu Carbonnais par son mariage avec sa femme, il travaillait à Carbonne en alternance avec Paris au no 6 villa Brune.
Il a réalisé le Monument aux morts de Lafrançaise, le Monument aux morts de Canchy (Somme) et le Monument aux morts de Moissac (1925), et participe au Monument aux combattants de la Haute-Garonne (1928) à Toulouse.

## Musée André-Abbal

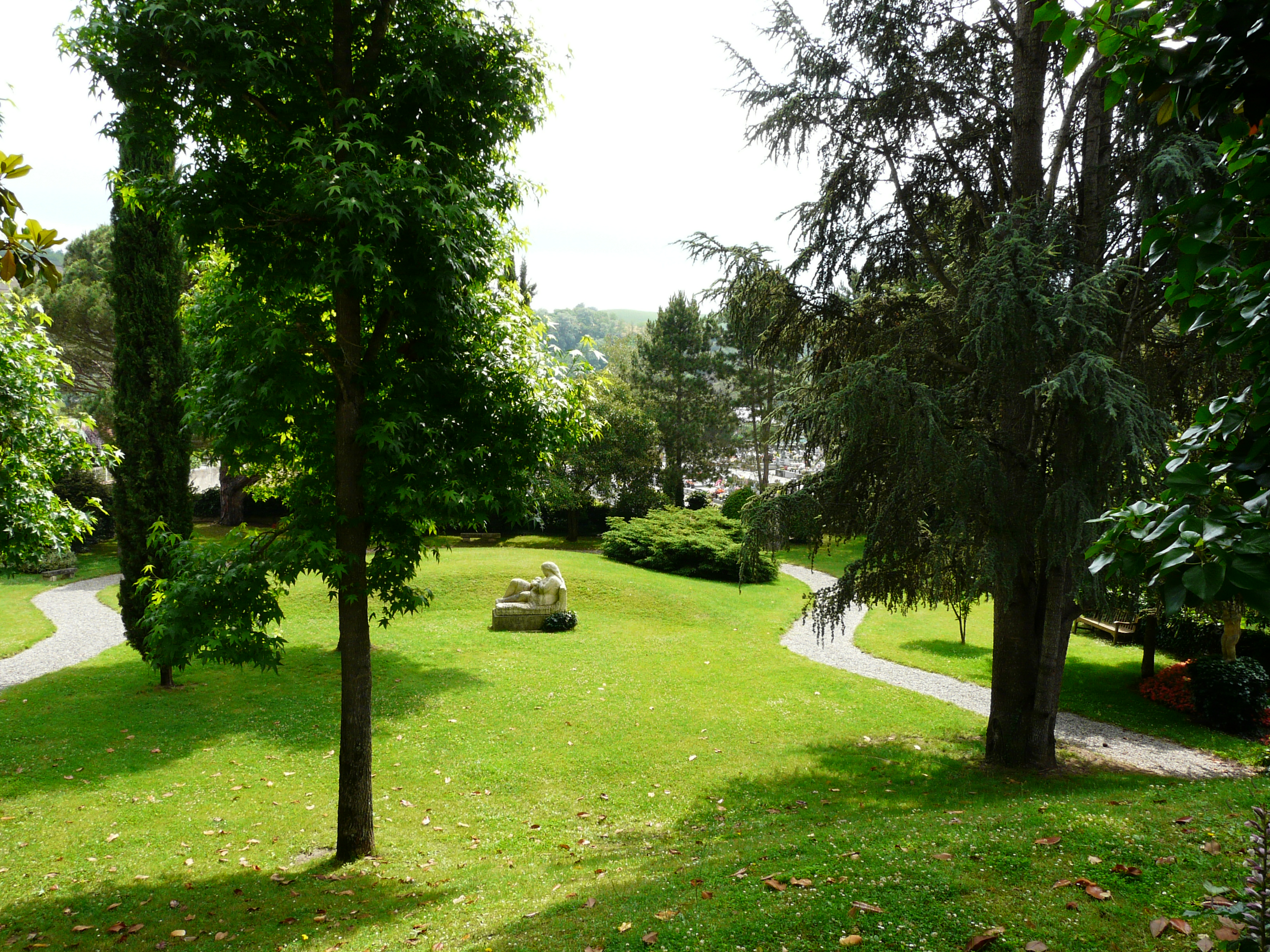
Jardin du musée André-Abbal à Carbonne.

En 1972, le musée André-Abbal et son jardin-musée ont été aménagés à Carbonne dans les lieux mêmes où l'artiste travaillait. C'est un ensemble florentin, dominé par l'église Saint-Laurent, qui présente l'œuvre de l'artiste. Ce dernier repose dans son jardin. Au début des années 1990, la veuve d'André Abbal fit don à la ville de Carbonne d'une partie du jardin pour y créer un musée en plein air avec des œuvres monumentales de l'artiste.

## Décorations
- Officier d'académie (1901)
- Officier de l'Instruction publique (1908)
- Chevalier de la Légion d'honneur (décret du 30 décembre 1933)[6]. Il est fait chevalier par l'architecte Auguste Perret le 23 février 1934.

## Hommage
- Un collège de Carbonne et une place de Toulouse portent son nom.